# Atqasuk
Atqasuk és una població dels Estats Units a l'estat d'Alaska. Segons el cens del 2007 tenia 201 habitants.

## Demografia
Segons el cens del 2000, Atqasuk tenia 228 habitants, 55 habitatges, i 44 famílies La densitat de població era de 2,3 habitants/km².
Dels 55 habitatges en un 50,9% hi vivien nens de menys de 18 anys, en un 47,3% hi vivien parelles casades, en un 21,8% dones solteres, i en un 18,2% no eren unitats familiars. En el 16,4% dels habitatges hi vivien persones soles el 16,4% de les quals corresponia a persones de 65 anys o més que vivien soles. El nombre mitjà de persones vivint en cada habitatge era de 4,15 i el nombre mitjà de persones que vivien en cada família era de 4,49.
Per edats la població es repartia de la següent manera: un 40,4% tenia menys de 18 anys, un 8,8% entre 18 i 24, un 29,8% entre 25 i 44, un 15,4% de 45 a 60 i un 5,7% 65 anys o més.
L'edat mediana era de 26 anys. Per cada 100 dones hi havia 113,1 homes. Per cada 100 dones de 18 o més anys hi havia 123 homes.
La renda mediana per habitatge era de 66.607 $ i la renda mediana per família de 53.750 $. Els homes tenien una renda mediana de 41.875 $ mentre que les dones 27.500 $. La renda per capita de la població era de 14.732 $. Aproximadament el 25% de les famílies i el 15,6% de la població estaven per davall del llindar de pobresa.

## Poblacions més properes
El següent diagrama mostra les poblacions més properes.